# Ludwig Bredow
Ludwig Bredow (* um 1790; † nach 1853) war Kreisgerichtsrat in Dramburg in Pommern und Mitglied des preußischen Ersten und Zweiten Vereinigten Landtages.

## Leben
Ludwig Bredow studierte Jura. Spätestens seit 1822 war er Stadtrichter in Dramburg. 1835 wurde er zum Kreisjustizrat für Dramburg ernannt, 1850 zum Kreisgerichtsrat.
1853 wurde er in den Ruhestand versetzt und erhielt den Titel Geheimer Justizrat.
Ludwig Bredow war für die Provinz Brandenburg 1847 und 1848 Abgeordneter des preußischen Ersten und Zweiten Vereinigten Landtages. Der neumärkische Kreis Dramburg gehörte zwar seit 1816 zur Provinz Pommern, war aber bei den Provinzialständen der Provinz Brandenburg verblieben.
Bredow besaß die Güter Klostergut und Golzengut bei Dramburg, die danach weiter im Familienbesitz blieben.